# Apple Vision Pro
Apple Vision Pro е марка очила за виртуална реалност. Продуктът е обявен на 5 юни 2023 г. на Световната конференция за разработчици е пуснат на пазара в началото на 2024 г.
Apple Vision Pro използва процесора Apple M2 и новия процесор, Apple R1, който е проектиран специално за това. Работи с операционната система visionOS, която използва 3D потребителски интерфейс, в който се навигира чрез движения на пръстите, проследяване на очите и разпознаване на реч. Виртуалният асистент Siri също е интегриран.